# Triphosa dubia
Triphosa dubia là một loài bướm đêm trong họ Geometridae.